# Dusona malaisei
Dusona malaisei là một loài tò vò trong họ Ichneumonidae.